# Farigola
|  | Per a altres significats, vegeu «Farigola (desambiguació)». |

La farigola, timó, timonet, tomell o Thymus vulgaris és un subarbust de la família de les labiades. S'anomena «farigola» en part del català oriental, del llatí vulgar ferricula, mentre que en català occidental i comarques limítrofes de l'oriental s'anomena «timó», del llatí culte thymus. A Cadaqués se'n diu "frígol". A les Balears se'n diu «frígola» i a Menorca també «tem». «Tomello» és més propi del País Valencià, encara que és mes habitual “Timó” o “Timonet”. És un dels condiments tradicionals de la cuina mediterrània. Pot arribar a fer formacions vegetals de tipus matollar, timonedes de les contrades mediterrànies, de l'estatge montà i, fins i tot, subalpí. Es distribueix per tot el Mediterrani i, de forma secundària, s'estén per altres zones europees. S'utilitzen les summitats florides dessecades com a remei.

## Morfologia

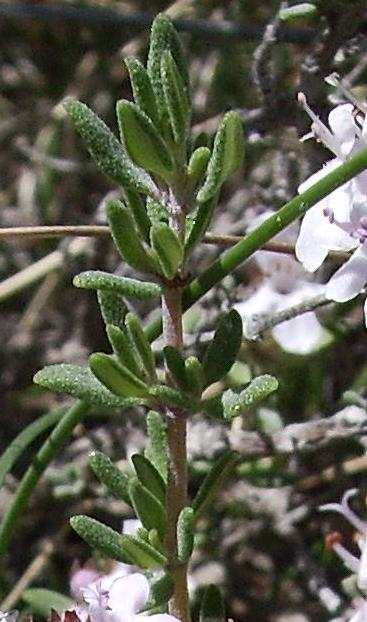
Brot i fulles de farigola

És una mata perenne aromàtica de fins a 30-40 cm d'alçada. L'arrel és axonomorfa. Té les tiges llenyoses i pubescents (amb pèls curts i suaus). La textura de les fulles és herbàcia. Són fulles d'un color verd apagat per l'anvers i d'un color blanquinós pel revers, ja que està cobert de pèls blancs. Fan a tot estirar 1 cm de llarg incloent-hi el pecíol. Són fulles simples, amb el limbe lanceolat, revolutes (semblen més estretes perquè l'ambient sec fa que els marges quedin doblegats cap al revers) i tenen una nervadura pennada. La inserció de les fulles a la tija és subsèssil, és a dir, tenen un pecíol molt petit, i la seva disposició és decusada. Les flors es troben en inflorescències cimoses en glomèrul. Són hermafrodites. Tenen 5 sèpals soldats (és gamosèpala) i 5 pètals soldats (és gamopètala). La corol·la és bilabiada: el llavi superior, escotat, i l'inferior subdividit en tres lòbuls divergents, i és de color rosa o blanca. L'androceu és constituït per 4 estams lliures entre si però soldats a la corol·la. El gineceu és format per 2 carpels soldats i té l'ovari súper. Els fruits són núcules. La collita s'efectua durant la floració, del març al juny.

## Ecologia

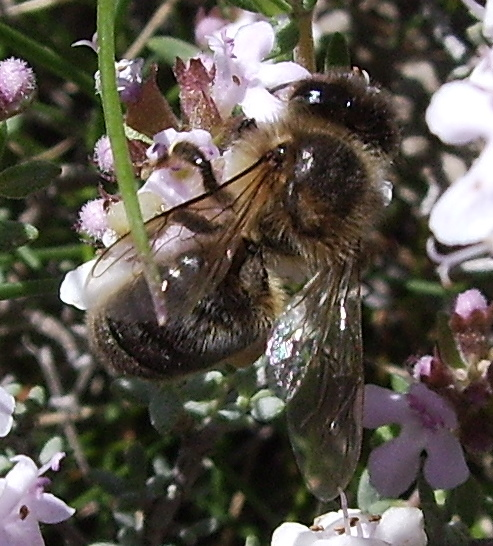
Abella de la mel libant el nèctar d'una flor de farigola a Castelltallat

La farigola és originària de la zona mediterrània occidental i creix espontàniament al centre d'Europa, als Països Balcànics i del Caucas; la planta es cultiva a l'Europa central i meridional, Àfrica oriental, Índia, Turquia, Israel-Palestina, Marroc i a l'Amèrica del Nord. Els principals estats productors són Espanya, Marroc, França, Bulgària i Hongria.
Els antics egipcis utilitzaven la farigola barrejada amb altres ingredients per a embalsamar els morts. A l'antiga Grècia la utilitzaven com a perfum durant els banys i la cremaven com a encens als temples, creient que la farigola era una font de valor, és per això que també la cremaven davant l'altar dels déus. Es pensava que l'extensió de la farigola per Europa era gràcies als romans, ja que l'utilitzaven per a purificar els espais i donar un sabor aromàtic al formatge i als licors. Durant l'edat mitjana, es posava sota els coixins per agafar el son i protegir-se de malsons. En aquest període, les dames brodaven la figura d'aquesta planta en les vestidures dels cavallers i guerrers puix que es considerava que donava valor al portador. La farigola també s'utilitzava com a encens i es posava sobre els fèretres durant el funeral perquè se suposava que assegurava el pas a la pròxima vida.

### Composició química
- Olis essencials: timol (20-55%), p-cimè (14-45%), carvacrol (1-10%), gamma-terpinè (5-10%), borneol (8%) i linalol (8%).
- Flavonoides. Luteolina, apigenina, naringenina, eriodictol, cirsilineol, salvigenina, cirsimaritina, timonina i timusina.
- Àcids fenòlics derivats de l'àcid cinàmic. Àcid cefeic i rosmarínic (0,15-1,35%).
- Triterpens. Àcid ursòlic (1,9%) i àcid oleanòlic (0,6%).

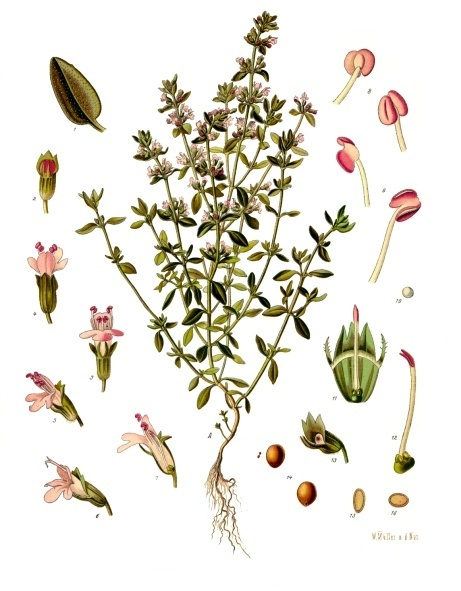
Thymus vulgaris

- Saponines.
- Tanins.[6]

### Usos medicinals
Usos aprovats per la Comissió E del Ministeri de Sanitat alemany:
- Tos improductiva
- Bronquitis

En usos tradicionals:
- Refredat comú
- Asma
- Laringitis
- Tos ferina
- Dispèpsia
- Gastritis

També s'ha utilitzat per via tòpica per al tractament de:
- Estomatitis
- Halitosi
- Faringitis
- Amigdalitis
- Lesions cutànies
- Prurit

### Accions farmacològiques
- Antibacterià
- Antisèptic
- Expectorant
- Antiespasmòdic
- Hiperèmic[4]
- Antihelmíntic
- Carminatiu
- Diürètic

### Reaccions adverses
La farigola no sol produir reaccions adverses.
- Al·lèrgiques-dermatològiques. La farigola té un potencial de sensibilització dèbil, per això pot produir reaccions d'hipersensibilitat o dermatitis per contacte en ocasions puntuals.

A més d'aquestes reaccions adverses, s'han recollit en la base de dades FEDRA (Farmacovigilància Espanyola, Dades de Reaccions Adverses) del Sistema Espanyol de Farmacovigilància altres possibles reaccions encara que no s'ha demostrat una relació causa-efecte amb la farigola:
- Digestives: anorèxia.
- Cardiovasculars: arrítmia, taquicàrdia.
- Neurològiques-psicològiques: vertigen.
- Genitourinàries: oligúria, retenció urinària.
- Al·lèrgiques-dermatològiques: eritema, erupció maculopapular.

### Toxicitat
En dosis normals el seu ús no té gens de toxicitat. S'ha de vigilar quan es fa ús de l'oli essencial, que no haurà d'emprar-se mai en cas d'embaràs, úlcera o problemes cardíacs. Un ús elevat d'aquest oli, pel seu contingut en timol, pot produir hipertiroïdisme o intoxicació, per irritació de l'aparell digestiu.

### Lactància
S'ignora si els components de la farigola, en administrar-la en dosis superiors a les utilitzades en alimentació, són excretades en quantitats significatives amb la llet materna, i si això pogués afectar el nadó. Es recomana suspendre la lactància materna o evitar l'administració d'aquesta substància.

### Alimentació
La farigola s'utilitza en la cuina com a condiment. És un ingredient bàsic en la cuina catalana, espanyola, francesa, grega, italiana, libanesa, persa, portuguesa, líbia, síria i turca. També és molt emprada en la cuina àrab i caribenya.
La farigola s'utilitza sovint per a condimentar la carn, l'estofat i per a la sopa.
Encara que sigui saborosa no hi domina i es barreja bé amb altres herbes i espècies.
La mel de farigola és una de les més apreciades en el mercat i és un dels tipus que pot arribar a ser considerada, si la proporció del seu pol·len és suficient, mel monofloral.

### Preparacions

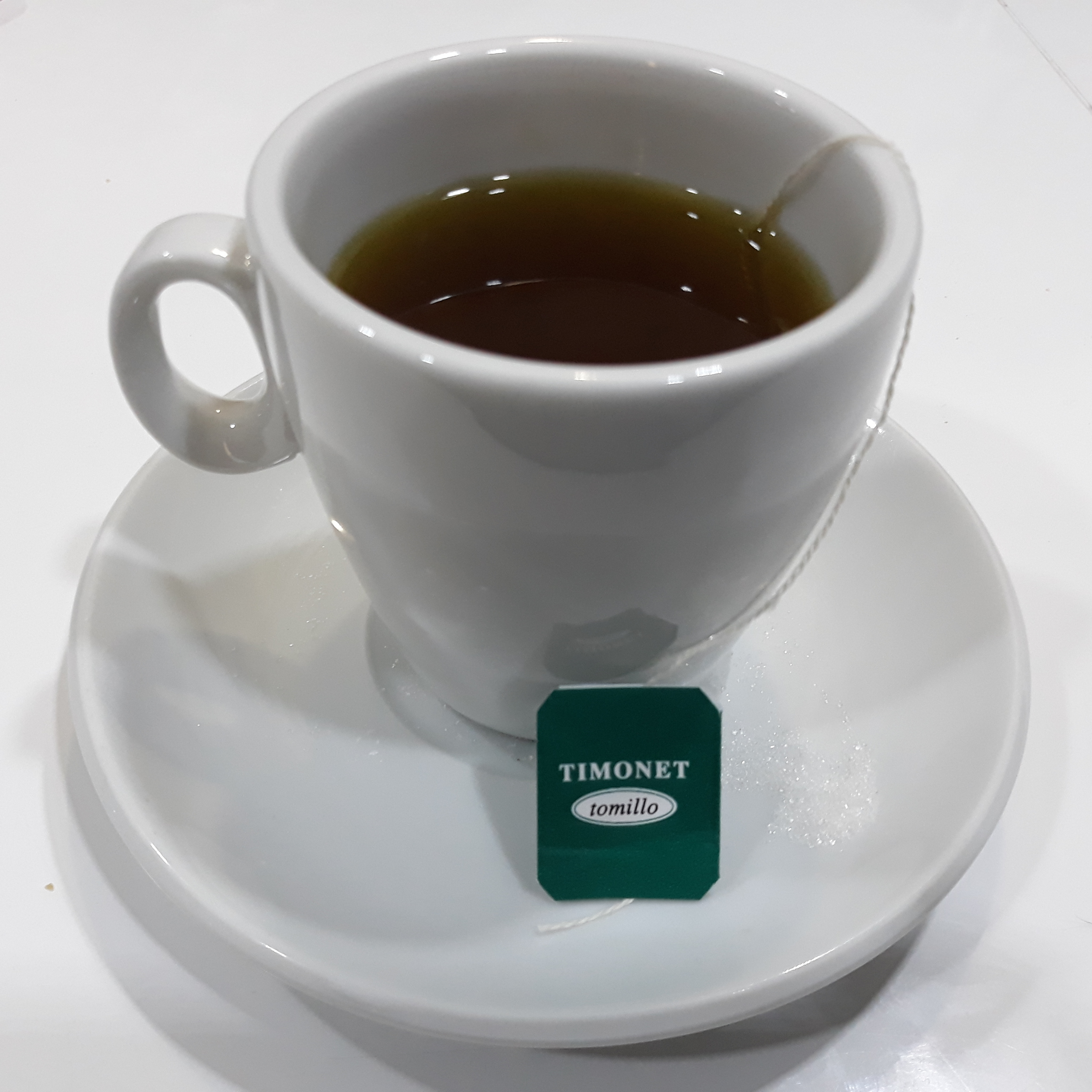
Timonet a Alcoi

- Timonet a AlcoiInfusió: concentrada a l'1-3% (10-30 g per litre) per prendre per via oral, o concentrada al 5-15% per a posar al bany com a efectes sedants.
- Oli essencial: 0,2-2g per presa, 2-3 g al dia com a màxim. No és convenient fer esbandides massa concentrades o durant massa temps. L'oli essencial també serveix per a diluir-lo en oli d'ametlles dolces i per a preparar liniments que s'apliquen per via externa.
- Extracte fluid: 30-40 gotes, diverses vegades al dia, dissolt en tisana.
- Xarop: es prepara amb 30 g d'extracte fluid, 15 cc d'alcohol de vi i 150 cc de xarop simple. Es pren en dosis d'una o dues cullerades de cafè, diverses vegades al dia.[5]

### Conservació
En contenidors que tanquin hermèticament i mai en recipients de plàstics (per als olis essencials), sense llum directa i protegida de la humitat.

### Esoterisme
Antigament, els pobles que vivien a la zona de la costa mediterrània van esbrinar ben de pressa totes les virtuts de la farigola en l'àmbit medicinal, que van acabar atribuint propietats màgiques a la planta, utilitzant-la per tota mena de rituals, amulets protectors i teràpies alternatives. Avui en dia, encara hi ha qui creu que té propietats com a talismà protector de la salut i que combat les ”energies negatives”.

## Galeria d'imatges

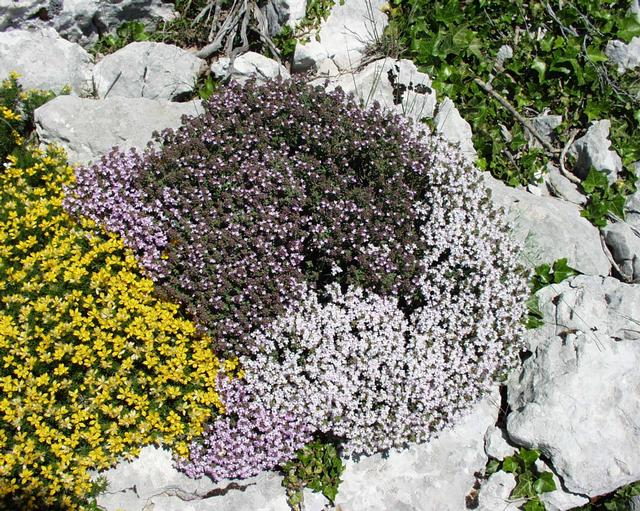
Aspecte general
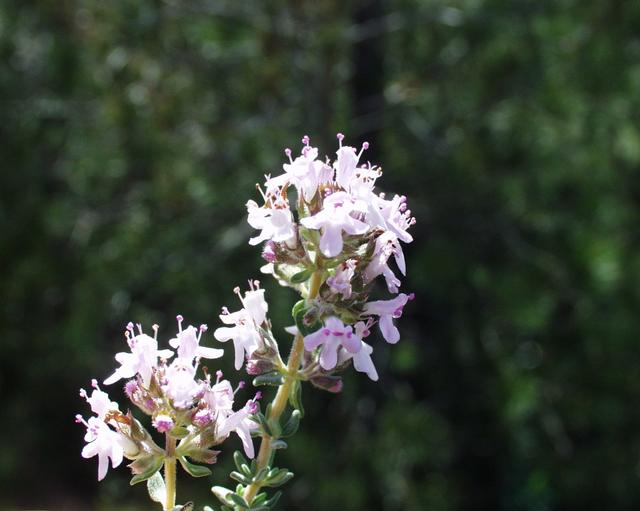
Detall de flors
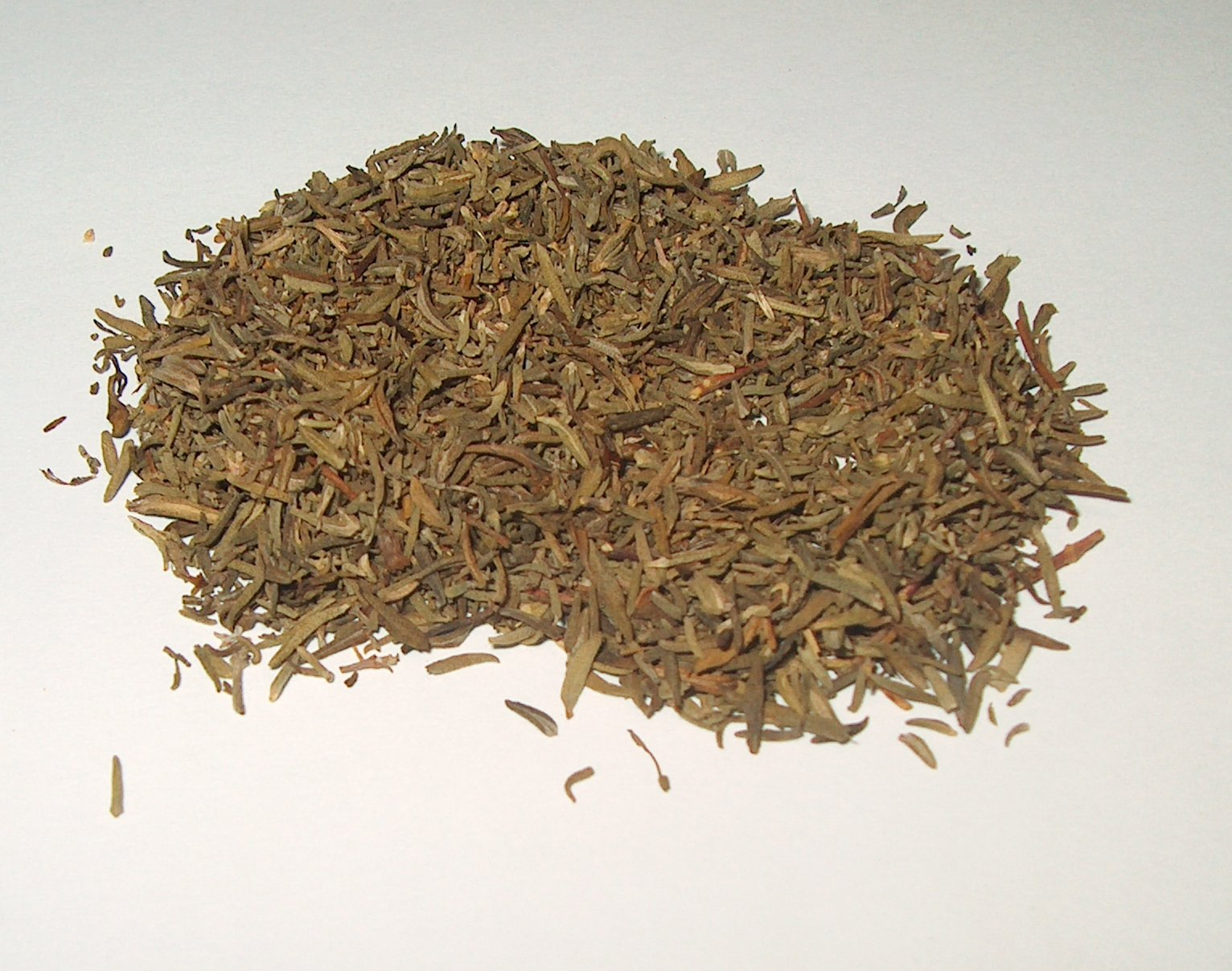
Farigola dessecada
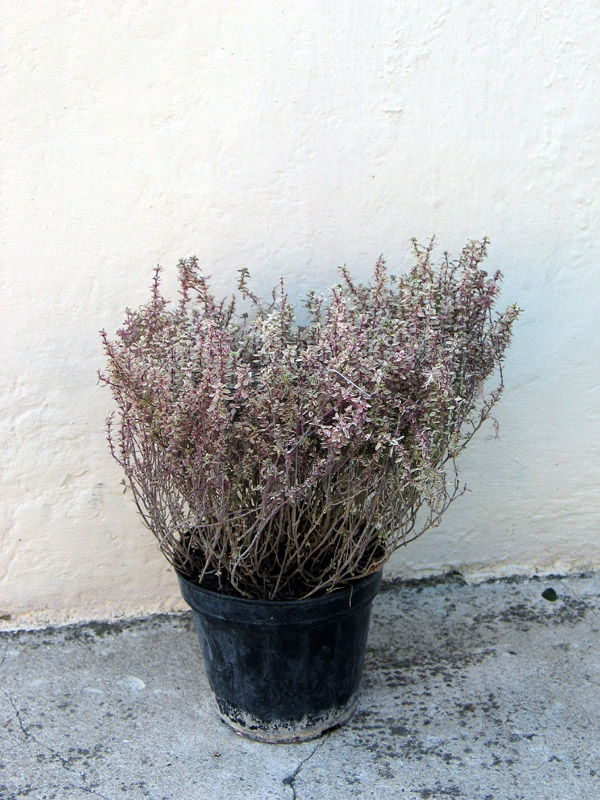
Farigola al jardí
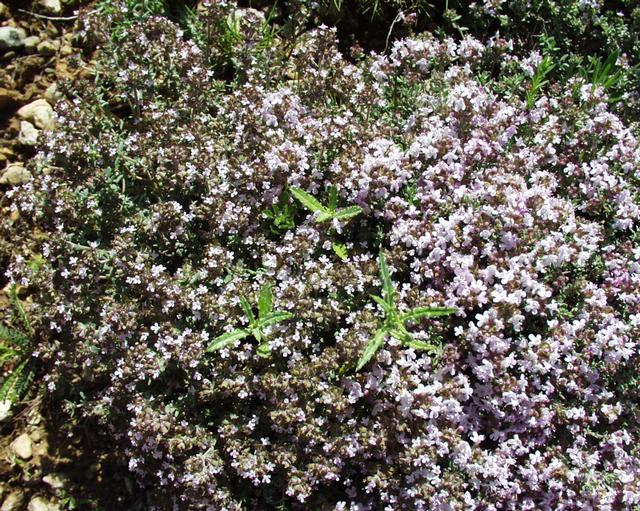
Farigola
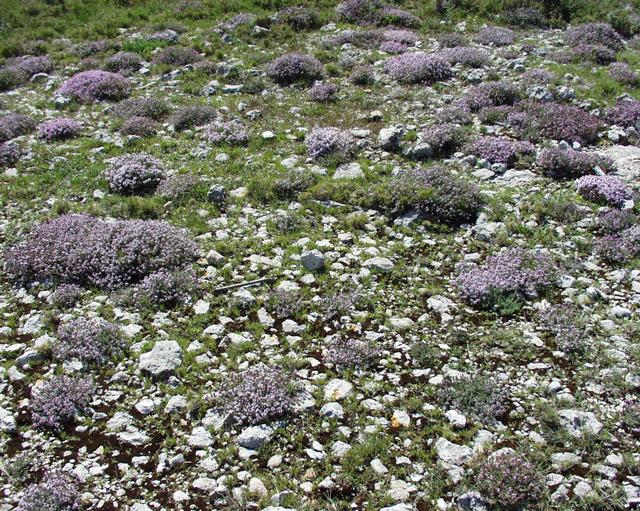
Aspecte general
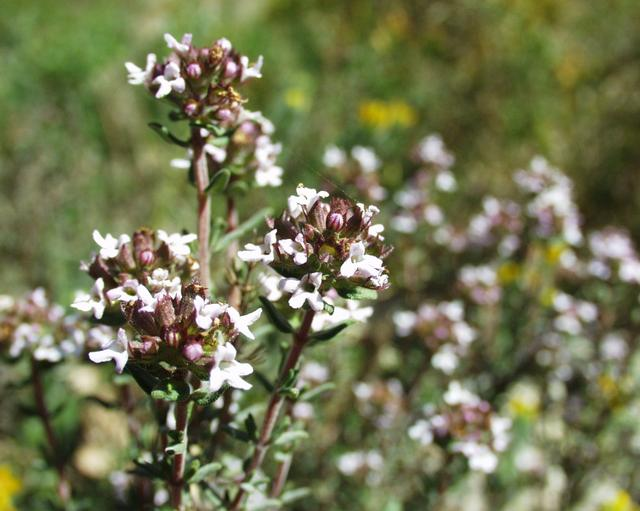
Detall de flors
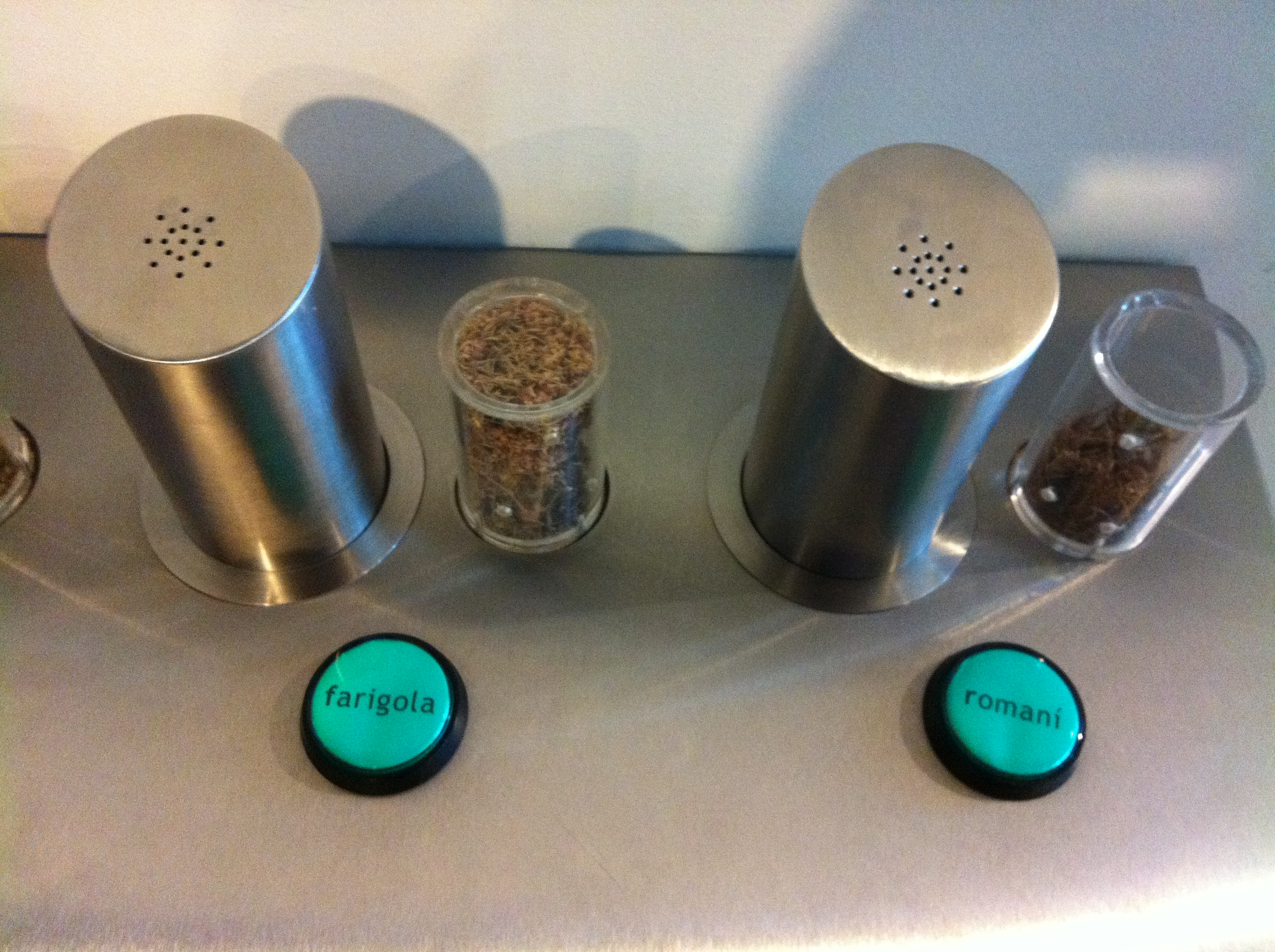
Aparell per a olorar la farigola al Museu de la Mediterrània
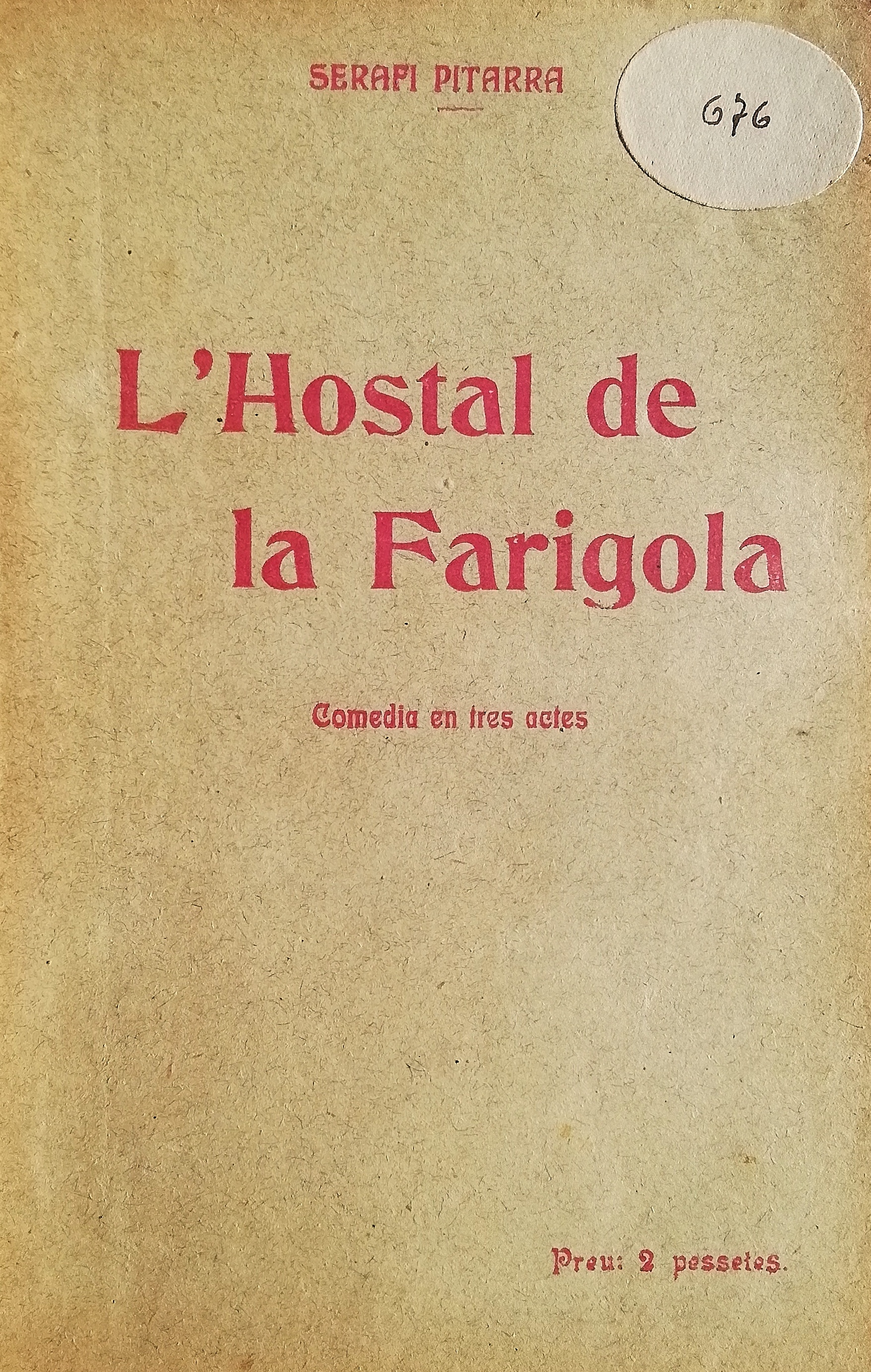
Obra de teatre de Serafí Pitarra, L'Hostal de la Farigola, estrenada l'any 1878